# Josef Symerský
Josef Symerský (9. ledna 1831, Horní Újezd – 15. září 1896, Týn nad Bečvou), pohřben v Olomouci. Byl český katolický duchovní, teolog, kanonista a církevní historik vyučující na olomoucké teologické fakultě (profesura církevních dějin 1863-1881; docentura církevního práva 1865-1881). Byl děkanem této fakulty a prelátem olomoucké kapituly.

## Dílo
- Dr. Wieser’s Nekrolog, Olmütz 1866.
- Vorgang des katholischen Seelsorgers der Olmützer Erzdiöcese bei Religionsveränderungen und Misch-Ehen, mit besonderer Rücksicht auf die confessionelle Erziehung der aus letzteren stammenden Kinder, Olmütz 1867.
- Die Verhelichung der Stellungspflichtigen und der Militärpersonen : eine Zusammenstellung und Erläuterung der diesbezüglichen Gesetze und Verordnungen, Olmütz 1874.